# Equalz
Equalz is een Nederlandse rapformatie uit Rotterdam. De groep bestaat uit de leden Stylez (Navharony Wolff) en AlwaysBizzy (Brandel Drenthe).

## Biografie
Het duo liet voor het eerst van zich horen in 2013, toen zij in samenwerking met Jerr van Broederliefde het lied Zo nice uitbrachten. Dit nummer bereikte geen hitlijsten, maar werd wel veel gestreamd op YouTube (anno 2023 8,7 miljoen weergaven). In 2016 volgde hun eerste ep Update, welke de 21e positie van de Album Top 100 bereikte. In hetzelfde jaar bereikten ook de eerste singles van het duo de Nederlandse Single Top 100. Don't worry was het eerste lied met commercieel succes. In 2017 volgde de volgende ep Reloaded, net als Update uitgebracht bij Artsounds. Op de weg, afkomstig van Reloaded en in samenwerking met Cho en Adje, is met de derde plaats in de Single Top 100 en de eerste plaats van de Tipparade van de Nederlandse Top 40 de grootste hit van Equalz.
In 2018 stond het duo op ESNS en tekende het bij Top Notch. In augustus 2019 bracht Equalz hun debuutalbum Jongens uit de havenstad uit, met samenwerkingen met onder andere Kevin, Henkie T, Dopebwoy en Hef. In 2021 volgde het album Represent.

## Muziekstijl
De muziekstijl van Equalz kan worden omschreven als "tropische hiphop". Er zijn invloeden uit de dancehall en andere muziekstijlen uit de Caraïben en Suriname. Er wordt vooral in het Nederlands gerapt.